# Miles Bellville
Miles Aubrey Bellville (Billesdon, 28 april 1909 – Bromyard, 27 oktober 1980) was een Brits zeiler.
Bellville won tijdens de Olympische Zomerspelen 1936 de gouden medaille in de 6 meter klasse.
Tijdens de Tweede Wereldoorlog vocht Bellville in 1942 mee in de Slag om Madagaskar, Bellville kreeg vanwege zijn verrichtingen van de aanval op de militaire basis van het Vichy-Frankrijk in Diégo-Suarez op Madagaskar het Military Cross uitgereikt.
Een jaar later werd Bellville benoemd tot lid in de Orde van het Britse Rijk.

## Olympische Zomerspelen
| Jaar | Plaats  | Resultaten     |
| ---- | ------- | -------------- |
| 1936 | Berlijn | 6 meter klasse |

1908: Charles Crichton / Gilbert Laws / Thomas McMeekin ·
1912: Amédée Thubé / Gaston Thubé / Jacques Thubé
1920 (model 1907): Frédéric Bruynseels / Émile Cornellie / Florimond Cornellie ·
1920 (model 1919): Andreas Brecke / Paal Kaasen / Ingolf Rød ·
1924: Christopher Dahl / Eugen Lunde / Anders Lundgren ·
1928: Erik Anker / Johan Anker / Håkon Bryhn / Olaf van Noorwegen ·
1932: Olle Åkerlund / Åke Bergqvist / Martin Hindorff / Tore Holm ·
1936: Miles Bellville / Christopher Boardman / Russell Harmer / Charles Leaf / Leonard Martin ·
1948: Alfred Loomis / Michael Mooney / James Smith / James Weekes / Herman Whiton ·
1952: Everard Endt / John Morgan / Eric Ridder / Julian Roosevelt / Emelyn Whiton / Herman Whiton